# Radoslava
Radoslava je žensko osebno ime.

## Izvor imena
Ime Radoslava je daljša oblika ženskega zloženega imena izpeljana iz imena Rado, ki mu je pridana končnica -slava.

## Tujejezikovne oblike imena
- Pri Čehih: Radoslava. skrajšano Radka

## Pogostost imena
Po podatkih SURSs je bilo na dan 31. decembra 2007 v Sloveniji 44 oseb z imenom Radoslava.

## Osebni praznik
Osebe z imenom Radoslava lahko godujejo skupaj z osebami, ki imajo ime Rado.